# Huperzia chinensis
Huperzia chinensis är en lummerväxtart som först beskrevs av Konrad Hermann Christ, och fick sitt nu gällande namn av Ren Chang Ching. Huperzia chinensis ingår i släktet lopplumrar, och familjen lummerväxter. Inga underarter finns listade i Catalogue of Life.